# Poul Glud
Poul Christian Glud (født 3. oktober 1850 i Vejle, død 19. marts 1924 i Mentone, USA) var en dansk direktør og grundlægger.
Han etablerede sammen med Troels Marstrand i 1879 firmaet Glud & Marstrand, som i 1895 blev et aktieselskab.